# Beneath the Valley of the Ultra-Vixens
Beneath the Valley of the Ultra-Vixens è un film del 1979, diretto da Russ Meyer. In Italia il film è uscito in VHS con il titolo originale in inglese e in DVD con il titolo Ultra Vixens - Tutti gli uomini di Lola Langusta.
Dopo questo film Meyer annunciò il suo ritiro dalla regia e si dedicò alla sua autobiografia, incentrata su un film di 12 ore (che non farà mai) e su un libro, che uscirà nel 2000. Tuttavia nel 2001 tornò dietro la macchina da presa per dirigere il documentario Pandora Peaks. Il film annunciato da Meyer nel finale 5della pellicola, Jaws of the Vixen!, non venne mai realizzato.

## Trama
Un uomo vestito da nazista si spoglia e s'infila in una bara. È coperto da un lenzuolo che lascia scoperti solo gli occhi, attraverso due fori. Indossa un paio di scarpe da tennis ai piedi e ha una croce al collo. Accanto a lui balla Eufaula Roop. I due si lanciano in un folle amplesso dentro la bara, mentre canticchiano melodie religiose, che trasmette la radio. Un narratore introduce lo spettatore in una piccola cittadina del profondo Sud degli Stati Uniti. Lavonia è una prosperosa donna con una profonda vocazione erotica, che la porta a cercare "prede" ovunque. È sposata con Lamar, che lavora con due rozzi individui, Tyrone e Beau, in uno sfasciacarrozze di proprietà della smisurata e prorompente afroamericana Sal.
Il rapporto tra Lavonia e Lamar è in crisi, perché lui ha una predilezione per l'accoppiamento anale, che Lavonia non sopporta, quindi l'approccio termina ogni volta con una lite. Per tentare di porre un freno ai litigi e per fare rinsavire il marito, Lavonia assume una doppia identità, iniziando a lavorare come spogliarellista in un locale col nome d'arte di Lola Langusta. Per "interpretare" Lola, Lavonia parla in spagnolo. Ma Lamar, entrando nel locale, non s'accorge che Lavonia e Lola sono la stessa donna. Lavonia allora droga il marito e cerca di possederlo con la forza, legandolo al letto.
L'operazione non va a segno e Lavonia/Lola cerca di soddisfare i propri appetiti sessuali con vari personaggi: prima abborda Rhett, ragazzino timido che fa il bagno nel fiume, quindi prende di mira il forzuto sig. Peterbuilt, poi tocca al commesso viaggiatore Semper Fidelis, arrivando anche a dedicarsi a un'altra donna, l'infermiera del dentista, mentre quest'ultimo tenta di assalire sessualmente Lamar. Il sottofondo di queste scene è dato dalla trasmissione radiofonica "Radio Rio Dio del Texas", condotta da Eufaula Roop, che impartisce guarigioni e consigli a sfondo sessuale.
Alla fine Lamar, esasperato, va negli studi della radio, dove Eufaula (l'attrice Ann Marie al secolo Kathy Ayers) gli impartisce il battesimo del sesso, immergendolo in una vasca da bagno, seducendolo e guarendolo. Lamar torna a casa, butta fuori Peterbuilt e soddisfa finalmente Lavonia. 
Russ Meyer appare tra le rocce con la macchina da presa in spalla e riassume la vicenda sulle immagini dei vari personaggi. Annuncia anche il suo prossimo film con le nuove avventure di Lavonia, dal titolo Jaws of Vixen!.

## Produzione
Il film fu girato con una troupe di cinque persone. «Volevo girare un film molto personale come era stato Vixen. Ero in condizioni disperate e avevo bisogno di fare un film di successo» asserì il regista.
Le prime scene del film (quelle in cui l'uomo vestito da nazista entra in una bara) furono girate nella casa del regista. Il budget del film era di 240.000 dollari.

### Riprese
Il film fu girato in California.

### Cast
Il cast del film presenta molti attori già utilizzati da Meyer nei suoi film precedenti, in primis Francesca "Kitten" Natividad. Ma tornano anche Stuart Lancaster e Uschi Digard, una delle Supervixens, film diretto da Meyer nel 1975. Inoltre torna anche il personaggio di Martin Bormann, chiaro riferimento al criminale nazista.

### Doppiaggio
Nella versione italiana si perde il fatto che Lavonia parli in spagnolo quando si trasforma in Lola Langusta. I dialoghi sono stati infatti tradotti in italiano, lasciando dei sottotitoli che si rivelano inutili.

## Accoglienza
Il film ebbe buoni incassi, ma la critica lo accolse freddamente, bollandolo come «un godimento per ritardati mentali, sessualmente impotenti e stupidi».
Per Furia Berti il film è «una commedia sexy che gioca sull'ironica presa in giro dei vizi e delle virtù dei paesani bigotti».

## Collegamenti ad altre pellicole
- Nel titolo del film sono presenti due precisi riferimenti a due pellicole precedentemente realizzate da Meyer, vale a dire Lungo la valle delle bambole (il cui titolo originale è Beyond the Valley of the Dolls) e Supervixens.
- Ann Marie, l'attrice che interpreta Eufaula Roop, era molto prosperosa avendo un seno che misurava ben 170 cm. L'immagine di lei ripresa dal basso che balla all'inizio del film diventerà un'immagine simbolo della filmografia di Meyer. Alle forme dell'attrice renderà omaggio Tim Burton, nel suo Mars Attacks!, creando l'aliena maggiorata che seduce Martin Short all'interno della Casa Bianca.

## Omaggi
- La band dei Faster Pussycat ha omaggiato il film realizzando un album chiamato Between the Valley of the Ultra Pussy. D'altra parte anche il loro nome proviene da un cult movie di Meyer, vale a dire Faster, Pussycat! Kill! Kill!.